# Campins
Campins és un municipi de la comarca del Vallès Oriental. Forma part de la subcomarca del Baix Montseny.

## Geografia
- Llista de topònims de Campins (Orografia: muntanyes, serres, collades, indrets..; hidrografia: rius, fonts...; edificis: cases, masies, esglésies, etc).

## Demografia
| 1497 f | 1515 f | 1553 f | 1717 | 1787 | 1857 | 1877 | 1887 | 1900 | 1910 |
| ------ | ------ | ------ | ---- | ---- | ---- | ---- | ---- | ---- | ---- |
| 14     | 25     | 24     | 67   | 97   | 362  | 351  | 343  | 293  | 300  |

| 1920 | 1930 | 1940 | 1950 | 1960 | 1970 | 1981 | 1990 | 1992 | 1994 |
| ---- | ---- | ---- | ---- | ---- | ---- | ---- | ---- | ---- | ---- |
| 298  | 262  | 279  | 252  | 196  | 174  | 160  | 195  | 199  | 199  |

| 1996 | 1998 | 2000 | 2002 | 2004 | 2006 | 2008 | 2010 | 2012 | 2014 |
| ---- | ---- | ---- | ---- | ---- | ---- | ---- | ---- | ---- | ---- |
| 242  | 262  | 292  | 305  | 334  | 363  | 380  | 413  | 496  | 521  |

| 2016 | 2018 | 2020 | 2022 | 2024 | 2026 | 2028 | 2030 | 2032 | 2034 |
| ---- | ---- | ---- | ---- | ---- | ---- | ---- | ---- | ---- | ---- |
| 470  | 515  | 541  | 557  | 606  | -    | -    | -    | -    | -    |

## Llocs d'interès
Al mas de Can Cullell hi residí l'escriptor Frederic Soler i Hubert, Serafí Pitarra, que el comprà en 1886: des de llavors és conegut com a Can Pitarra. Hi escrigué part de les seves obres i se'n conserven alguns records.

## Curiositats
A principis del segle xx fou vicari de la parròquia, l'il·lustre sacerdot i teòleg Joaquim Delger fill de Caldes de Montbui.